# Центральнотюрингский диалект

Диалекты Тюрингии

Центральнотюри́нгский диале́кт (нем. Zentralthüringisch) — диалект немецкого языка, принадлежащий к тюрингско-верхнесаксонским диалектам средненемецкой группы. Распространён в районах Зёмерда, Унструт-Хайних, Гота, Ильмкрайс и городе Эрфурт.
Особенностями диалекта являются несовпадение корневых гласных и дифтонгов (Voater вместо Vater, faiarn вместо feiern, Wäasen вместо Wiesen), синереза в сочетании букв a(ä)ge (schleet вместо schlägt, säät вместо sagt), гортанное произнесение. Частое явление — согласный в сочетании с sch (datschn, Mutscheküpschn). В грамматике наблюдается приращение конечной -e в некоторых существительных, прилагательных и наречиях (Bette вместо Bett, schnelle вместо schnell).